# Tanba (provincie)

Mapa japonských provincií se zvýrazněnou provincií Tanba

Provincie Tanba (japonsky: 丹波国; Tanba no kuni), někdy psáno Tamba, je původní japonská provincie, která se rozkládala na území dnešního Kjóta a středovýchodní části prefektury Hjógo.

## Sousední provincie
Harima, Jamaširo, Ómi, Seccu, Tadžima, Tango a Wakasa

## Hlavní město
Nacházelo se v oblasti dnešního města Kameoka.

## Správce
Micuhide Akeči, kterému byla věnována za jeho válečné úspěchy Nobunagou Odou.